# غونار نيلسين
غونار نيلسين (بالدنماركية: Gunnar Nielsen)‏ (مواليد 7 أكتوبر 1986 في تورسهافن - جزر فارو) لاعب كرة قدم من جزر فارو يلعب حاليا لصالح نادي الدرجة الممتازة مانشستر سيتي الإنجليزي منذ 2009 في مركز حارس مرمى .

## روابط خارجية
- غونار نيلسين على موقع الاتحاد الدولي (مؤرشف)  (الإنجليزية)
- غونار نيلسين على موقع الاتحاد الأوربي (الإنجليزية)
- غونار نيلسين على موقع قاعدة بيانات كرة القدم.إي يو (الإنجليزية)
- غونار نيلسين على موقع ناشيونال فوتبول تيمز (الإنجليزية)
- غونار نيلسين على موقع Soccerbase.com (لاعب) (الإنجليزية)
- غونار نيلسين على موقع Soccerway.com (الإنجليزية)
- غونار نيلسين على موقع عالم كرة القدم.نت (الإنجليزية)